# Bismillah
Bismillah je zajednički naziv za izraz U ime Boga, Milostivog, Samilosnog, arapski بسم الله الرحمن الرحيم, Bismillahi ar-Rahman ar-Rahim, što je konsekracijski izraz (izraz posvećenja) u islamu. S ovim izrazom započinju sve sure u Kuranu osim sure devet, a također i svaki značajni muslimanski spis. Ar-Rahman i ar-Rahim su prema islamskoj teologiji, dva najznačajnija Alahova imena.